# Connectopelma liturata
Connectopelma liturata är en insektsart som först beskrevs av Blanchard 1852.  Connectopelma liturata ingår i släktet Connectopelma och familjen rundbladloppor. Inga underarter finns listade i Catalogue of Life.